# Enter the Fat Dragon (film, 2020)
Pour plus de détails, voir Fiche technique et Distribution.
Enter the Fat Dragon (肥龍過江, Fei lung gwoh gong) est une comédie d'action hongkongaise réalisée par Kenji Tanigaki et Wong Jing et sortie en 2020 en Asie. C'est un remake du film Enter the Fat Dragon (1978) de Sammo Hung.

## Synopsis
Un policier svelte devient gros après avoir été affecté à l'escorte d'un criminel au Japon et également en raison de problèmes émotionnels. Il échoue à sa mission au Japon en raison du manque de soutien des forces de police et est forcé de combattre les yakuzas dans ce pays en utilisant ses talents en arts martiaux et l'aide d'un traducteur japonais.

## Fiche technique
- Titre original : 肥龍過江
- Titre international : Enter the Fat Dragon
- Réalisation : Wong Jing
- Scénario : Wong Jing
- Production : Donnie Yen, Wong Jing et Connie Wong
- Sociétés de production : Polybona Films, Bullet Films, Mega-Vision Pictures (MVP) et Sun Entertainment Film Group
- Société de distribution : Mega-Vision Pictures (MVP)
- Pays d'origine :  Hong Kong
- Langue originale : cantonais et japonais
- Format : couleur
- Genre : comédie et action
- Durée : 96 minutes
- Dates de sortie :
  - Hong Kong, Malaisie, Singapour et Taïwan : 22 janvier 2020
  - Indonésie : 24 janvier 2020
  - Philippines : 29 janvier 2020
  - Chine : 1er février 2020 (internet)

## Distribution
- Donnie Yen : Fallon Zhu
- Teresa Mo : Charisma/Christina
- Wong Jing : Thor
- Niki Chow : Chloe Song/Chloe Zhu
- Naoto Takenaka : l'inspecteur Endo
- Tetsu Watanabe (en) : Grand-père
- Hiro Hayama (en) : Yuji
- Louis Cheung : le commandant Huang
- Chaney Lin (Liu Qin Nan) : Petit tigre
- Joey Tee : Shimakura
- Wong Cho-lam (en) : un agent de la circulation
- Lawrence Chou (en) : un policier
- Jerry Lamb : un policier
- Masanori Mimoto : Benny
- Jim Chim : Zhan, le directeur de la banque
- Chan Friend : un voleur
- Bob Lam : un journaliste
- Tyson Chak : un journaliste
- Jessica Jann : Maggie
- Philip Ng : Jack (caméo).
- Anthony Chan (en) : le commissaire
- Kentaro Shimazu : Goofy

## Production
Parlant du film dans une interview, l'acteur principal Donnie Yen déclare que le film n'est pas « nécessairement » une reprise. Le réalisateur Wong Jing déclare quant à lui que les deux films partagent juste le même titre. Yen avait déjà joué un personnage gros dans une publicité en 2015.

## Sortie
Mega-Vision Pictures co-produit et distribue le film à Hong Kong et dans d'autres territoires. Il sort le 23 janvier 2020 à Hong Kong et dans d'autres pays. Il sort également sur les plateformes de streaming en Chine le 1er février 2020.